# Дилсен-Стокем
Дилсен-Стокем (на нидерландски: Dilsen-Stokkem) е град в Североизточна Белгия, окръг Маасейк на провинция Лимбург. Разположен е на 6 km югозападно от град Маасейк, на левия бряг на река Маас, по която преминава границата с Нидерландия. Населението му е около 19 100 души (2006).